# 新界區專線小巴805S線
新界通宵專線小巴路線805S，由國松汽車營辦，來往馬鞍山（錦英苑）及旺角（花園街市政大廈），途經馬鞍台、馬鞍山市中心、馬鞍西、大水坑及亞公角，另於往旺角方向繞經黃大仙、新蒲崗及九龍城，取道獅子山隧道往返兩地。

## 歷史
- 1992年11月6日：運輸署公開招標12組共19條專綫小巴路線，此路線與803及804獲編為同一組。[1]
- 1993年9月29日：805S線投入服務[2]，當時來回程途經大老山隧道。
- 2013年8月25日：當晚頭班車起改經隧道費較低的獅子山隧道，不經大老山隧道，同時往旺角方向繞經黃大仙、新蒲崗及九龍城；初期試行3個月[3]，試驗期滿後永久實行。[4]
- 2014年上半年：往錦英苑方向部分班次不經富安花園巴士總站。

## 服務時間及班次
| 由馬鞍山（錦英苑）開出 | 由旺角（花園街市政大廈）開出 | 班次 （分鐘） |
| 每晚                   | 每晚                         | 每晚          |
| ---------------------- | ---------------------------- | ------------- |
| 23:30-05:15            | 23:15-05:45                  | 5-12          |

### 備註
＊ 部分由旺角開出之班次不經富安花園巴士總站，乘客登車前請留意車輛車頭擋風玻璃之「入富安」及「不入富安」告示。

## 收費
- 全程收費：$16

| - 此路線大小同價。 - 65歲或以上長者使用長者或個人八達通（包括「樂悠咭」），合資格殘疾人士使用「殘疾人士身份」個人八達通，以及60至64歲香港居民使用「樂悠咭」繳付車資，均可享有每程劃一$2.0的政府長者及合資格殘疾人士公共交通票價優惠計劃。 - 乘客可以現金或八達通卡於上車時付款，不設找贖。 - 本線不設分段收費。 |

## 外部連結
- 運輸署：新界區專線小巴第805S號線之路線資料及獲准上落客地點
- 小巴薈：新界區專線小巴805S號線 （页面存档备份，存于）
- i-busnet.com：新界專綫小巴805S線